# Южнокорейские военные учения в районе города Пхочхон (2010)
Южнокорейские военные учения в районе города Пхочхон 23 декабря 2010 года — крупнейшие военные учения в истории Южной Кореи. На учениях лично присутствовал президент страны Ли Мён Бак. В 2010 году Южная Корея провела 47 военных учений, однако, учения в районе города Пхочхон стали самыми масштабными.

## Подготовка к учениям
В понедельник, 20 декабря 2010 года, южнокорейские войска провели боевые стрельбы на острове Ёнпхёндо, который в ноябре был обстрелян со стороны КНДР. В среду, 22 декабря, представитель Министерства обороны Южной Кореи заявил в интервью New York Times что на 23 декабря запланированы обычные военные учения.

## Начало учений
23 декабря 2010 года Министерство национальной обороны Республики Корея официально объявило о начале учений в районе демаркационной линии с КНДР. Представитель Вооружённых сил Южной Кореи ранее сообщил, что учения пройдут в районе города Пхочхон в 20 км от границы с КНДР. По его словам, эти учения — самые масштабные за всю историю страны: «Количество механизированных средств, которые задействованы, огромно. Если обычно мы используем шесть танков К-9, то теперь их 36. Почти все наши механизированные средства, которые принимают участие, будут стрелять боевыми снарядами», — сказал он, добавив, что в учениях принимают участие артиллерия, истребители F-15 и 800 солдат. Как сообщили южнокорейские официальные лица, учебные боевые стрельбы проводились в районе, расположенном между столицей страны Сеулом и так называемой демилитаризированной зоной, разделяющей два корейских государства. Как вскоре сообщило Радио Свобода, в учениях участвовали тысячи военнослужащих, танки и военная авиация. Северная Корея подвергла критике учения, но на этот раз не выступила с угрозами.

## Ход учений и задействованные силы
В учениях, которые проходят в окрестностях города Пхочхон в 30 километрах от границы двух Корей и в 45 километрах от Сеула, приняли участие сухопутные и военно-воздушные силы Республики Корея. В учениях задействованы 800 военнослужащих, истребители F-15 и F-16, танки К-1, боевые вертолеты AH-1S и самоходные орудия К-9. По данным радиостанции «Говорит Москва», в учениях было задействовано более ста различных типов вооружений. По сведениям Associated Press, учения прошли за 40 минут и несмотря на быстроту учений, южнокорейские военные назвали их самыми крупными в истории страны с точки зрения взаимодействия наземных видов войск и ВВС. Количественный состав задействованной техники был следующим: Были задействованы 30 танков, 11 бронетранспортеров, шесть истребителей, 36 артиллерийских орудий, семь вертолетов и другая техника. Одновременно военно-морские силы Южной Кореи проводят 4-дневные морские учения, которые начались в среду, 22 декабря. Как вскоре сообщило «Эхо Москвы» по оценке южнокорейских военных, учения прошли успешно.

## Обстановка в мире
США, которые являются союзником Южной Кореи, идею проведения сухопутных учений поддержали. Власти Северной Кореи в очередной раз подвергли критике южнокорейских «марионеток-разжигателей войны», однако воздержался от ответных действий. По мнению некоторых экспертов, проявлять сдержанность КНДР попросил Китай, чтобы не осложнять ситуацию накануне визита в США председателя КНР Ху Цзиньтао, который начнётся 19 января.

## Международная реакция
По словам представителя российского военного руководства, в России следили за развитием ситуации на Корейском полуострове. Тем не менее, представитель российского Генштаба сообщил в четверг «Интерфаксу», что в связи с началом учений южнокорейской армии войска Восточного военного округа не приводились в повышенную степень боеготовности. «Части и соединения округа занимаются плановой боевой учебой», — сказал он, отметив, что в Генштабе готовы адекватно реагировать на ситуацию: «Имеющиеся в распоряжении Минобороны средства позволяют в реальном времени отслеживать развитие ситуации на Корейском полуострове».